# Breathe (chanson de Blu Cantrell)
Pour les articles homonymes, voir Breathe (homonymie).
Singles de Blu Cantrell
Round Up
(2002) Make Me Wanna Scream
(2004)
Breathe est une chanson de la chanteuse américaine Blu Cantrell. C'est le 1er single extrait de son second album Bittersweet, sorti en 2003
Elle utilise un sample du morceau What's the Difference de Dr. Dre feat. Eminem et Xzibit qui lui-même sample la chanson Parce que tu crois de Charles Aznavour.

## Liste des pistes
CD 1 single en Europe
1. Breathe (Rap Version featuring Sean Paul) – 3:48
2. Breathe (Radio Mix) – 3:25
3. Breathe (Ed Funk & D Rok Remix) – 5:31

CD 2 maxi single en Europe
1. Breathe (Rap Version - Radio Mix featuring Sean Paul) – 3:49
2. Breathe (No Rap Version - Radio Mix) – 3:21
3. Breathe (Andy & The Lamboy Radio Edit) – 3:46
4. Breathe (Instrumental) – 3:45

CD single en France
1. Breathe (Rap Version - Radio Mix featuring Sean Paul) – 3:51
2. Breathe (No Rap Version - Radio Mix) – 3:21

12" single aux États-Unis
A1. Breathe (Rap Version featuring Sean Paul) – 3:48
A2. Breathe (Instrumental) – 3:45
A3. Breathe (Rap Version Acappella featuring Sean Paul) – 3:48
B1. Breathe (Rap Version featuring E-40) – 3:45
B2. Breathe (Instrumental) – 3:40
B3. Breathe (Rap Version Acappella) – 3:43

## Classements
| Classement (2003-2004)           | Meilleure position |
| -------------------------------- | ------------------ |
| États-Unis (Hot Dance/Club Play) | 17                 |

| Classement (2003-2004)                        | Meilleure position |
| --------------------------------------------- | ------------------ |
| Allemagne (GfK Entertainment)                 | 7                  |
| Australie (ARIA)                              | 8                  |
| Autriche (Ö3 Austria Top 40)                  | 11                 |
| Belgique (Flandre Ultratop 50 Singles)        | 22                 |
| Belgique (Wallonie Ultratop 50 Singles)       | 15                 |
| Danemark (Tracklisten)                        | 7                  |
| Écosse (OCC)                                  | 2                  |
| États-Unis (Billboard Hot 100)                | 70                 |
| États-Unis (Hot R&B/Hip-Hop Singles & Tracks) | 83                 |
| Europe (Eurochart)                            | 1                  |
| France (SNEP)                                 | 13                 |
| Hongrie (Dance Top 40)                        | 3                  |
| Hongrie (Single Top 40)                       | 8                  |
| Irlande (IRMA)                                | 1                  |
| Italie (FIMI)                                 | 28                 |
| Norvège (VG-lista)                            | 6                  |
| Pays-Bas (Nederlandse Top 40)                 | 4                  |
| Pays-Bas (Single Top 100)                     | 4                  |
| Roumanie (Romanian Top 100)                   | 1                  |
| Royaume-Uni (UK Singles Chart)                | 1                  |
| Royaume-Uni (UK R&B Chart)                    | 1                  |
| Suède (Sverigetopplistan)                     | 14                 |
| Suisse (Schweizer Hitparade)                  | 5                  |

| Classement (2013)              | Meilleure position |
| ------------------------------ | ------------------ |
| Royaume-Uni (UK Singles Chart) | 72                 |
| Royaume-Uni (UK R&B Chart)     | 17                 |

| Classement (2004)               | Position |
| ------------------------------- | -------- |
| Allemagne (Media Control AG)    | 39       |
| Australie (ARIA)                | 52       |
| Autriche (Ö3 Austria Top 40)    | 65       |
| Belgique (Wallonie Ultratop 40) | 85       |
| France (SNEP)                   | 97       |
| Irlande (IRMA)                  | 17       |
| Pays-Bas (Nederlandse Top 40)   | 45       |
| Pays-Bas (Single Top 100)       | 57       |
| Roumanie (Romanian Top 100)     | 99       |
| Royaume-Uni (UK Singles Chart)  | 8        |
| Suède (Sverigetopplistan)       | 78       |
| Suisse (Schweizer Hitparade)    | 15       |

## Certifications
| Pays                  | Certification | Ventes  |
| --------------------- | ------------- | ------- |
| Australie (ARIA)      | Or            | 35 000  |
| Norvège (IFPI Norway) | Or            | 5 000   |
| Royaume-Uni (BPI)     | Platine       | 803 000 |